# Ранковце
Ранковце (мкд. Ранковце) је насеље у Северној Македонији, у североисточном делу државе. Ранковце је седиште истоимене општине Ранковце.

## Географија
Ранковце је смештено у североисточном делу Северне Македоније. Од најближег града, Куманова, село је удаљено 30 km источно.
Село Ранковце се налази у историјској области Славиште. Насеље је положено у Славишком пољу, на приближно 470 метара надморске висине. Јужно од села протиче Крива река.
Месна клима је континентална.

## Становништво
Ранковце је према последњем попису из 2002. године имало 1.192 становника. Од тога већину чине етнички Македонци (94%), а остатак су махом Цигани.
Претежна вероисповест месног становништва је православље.

## Спомен гробница
Споменик у месту Ранковце, крај пута Куманово – Крива Паланка, подигнут је у знак сећања на борце Шесте јужно-моравске бригаде Народно ослободилачке војске, који су погинули 24. априла 1944. године, у Другом светском рату.
Наиме у селу Лисецу, надомак Ранковца, 24. априла 1944. године, у самој завршници Другог светског рата, погинула су 24 борца Јужноморавске бригаде усред последњих операција за ослобођење тих подручја од немачко-бугарских фашистичких окуптара.
На спомен гробници, уписана су имена погинулих српских бораца:
- Стојадин Ц. Анђелковић, село Горња Пољана
- Стојадин М. Анђелковић, село Горња Пољана
- Стојадин М. Цекић, село Горња Пољана
- Славко Д. Цекић, село Горња Пољана
- Владмир А. Јовановић, село Изумно,
- Стојан Р. Јовановић, село Стара Брезовица,
- Петко А. Филиповић, село Лешница,
- Стојан С. Љубисављевић, село Првоња
- Љубомир М. Станојковић, село Првоња,
- Бранко Д. Михајловић, Врањска бања,
- Боривоје Митић, село Јелашница,
- Живко К. Мишић, село Превалац,
- Дина Р. Васић, село Крива Феја
- Влајко С. Милошевић, село Крива Феја
- Микајло С. Николић, село Крива Феја
- Душан Д. Стоилковић, село Крива Феја,
- Зарје М. Ристић, село Паневље,
- Младен Р. Спасић, Ново Село
- Радомир М. Стоилковић, Ново Село код Сурајлице,
- Милоје С. Стојановић, село Дугојница,
- Велин В. Стојковић, село Калово,
- Стојадин В. Тасић, село Несврта,
- Миодраг В. Томоћ, Врање и
- Стојмен А. Тошић, село Горњи Статовац.